# Rejon prawobierieżny
Rejon prawobierieżny (rejon prawobrzeżny) (ros. Правобережный район, oset. Рахизфарсы район) – rejon w należącej do Rosji północnokaukaskiej republice Osetii Północnej-Alanii.
Rejon prawobierieżny leży w północno-wschodniej części republiki. Jego ośrodkiem administracyjnym jest miasto Biesłan. 

## Powierzchnia i ludność
Rejon ma powierzchnię 0,38 tys. km²; zamieszkuje go ok. 55,6 tys. osób (2005 r.), z czego 2/3 (55,7 tys.) w stolicy rejonu – Biesłanie, będącym jedynym miastem na obszarze tej jednostki podziału administracyjnego.
Gęstość zaludnienia w rejonie wynosi 146,3 os./km²
Zdecydowaną większość populacji stanowią Osetyjczycy; istnieje także niezbyt liczna mniejszość rosyjska, skupiona zwłaszcza w stolicy rejonu.